# Ricardo Bickerton, 1.º Baronete
‎Ricardo Bickerton, 1.º Baronete‎‎ (em inglês: Richard Bickerton; 23 de junho de 1727 - 25 de fevereiro de 1792) foi um oficial naval britânico que terminou sua carreira como ‎‎contra-almirante‎‎ na ‎‎Marinha Real‎‎ Britânica e foi enobrecido como o primeiro Baronet Bickerton de ‎‎Upwood.‎‎ Ele serviu em muitos combates navais, e morreu ‎‎comandante-em-chefe, Plymouth‎‎ em 1792. Seu filho ‎‎Ricarco Hussey Bickerton‎‎, que também subiu para o posto de bandeira na Marinha Real, sucedeu à baronete depois de sua morte.‎

## Carreira naval
‎Ricardo Bickerton nasceu em 23 de junho de 1727 em ‎‎Bridgnorth‎‎, o terceiro filho de um tenente da ‎‎4ª Guarda Dragoon.‎‎ Educado na ‎‎Westminster School‎‎,‎‎ ele se juntou à marinha em 1739 e serviu a bordo de Suffolk‎‎, ‎‎Stirling Castle‎‎, St ‎George‎‎, ‎‎Duke‎‎, ‎‎Victory‎‎ ‎‎ e ‎‎Cornwall‎‎,‎‎ antes de ser comissionado como ‎‎tenente‎‎ em 8 de fevereiro de 1746, aos 18 anos.‎‎ serviu como tenente a bordo do ‎‎Worcester‎‎ ‎‎ de 60 armas em 1748. Em 2 de agosto de 1758 ele foi nomeado Mestre e Comandante do ‎‎corpo de bombeiros‎‎ ‎‎ ‎‎Etna‎‎,‎‎ e em seguida, em 21 de agosto de 1759 promovido ao posto de Capitão e nomeado para comandar o ‎‎ ‎‎Culloden ‎‎de 74 armas de terceira categoria. No entanto, ele foi rapidamente removido para o muito menor ‎‎ ‎‎Glasgow‎‎de 20 armas, no comando do qual ele navegou em 25 de abril de 1760 para as ‎‎Índias Ocidentais.‎‎ Voltando à Inglaterra em 1761, ele comandou o similar ‎‎‎‎Lively‎‎ ‎‎ de 20 armas por um curto período de tempo.‎